# Carillon (Bad Godesberg)

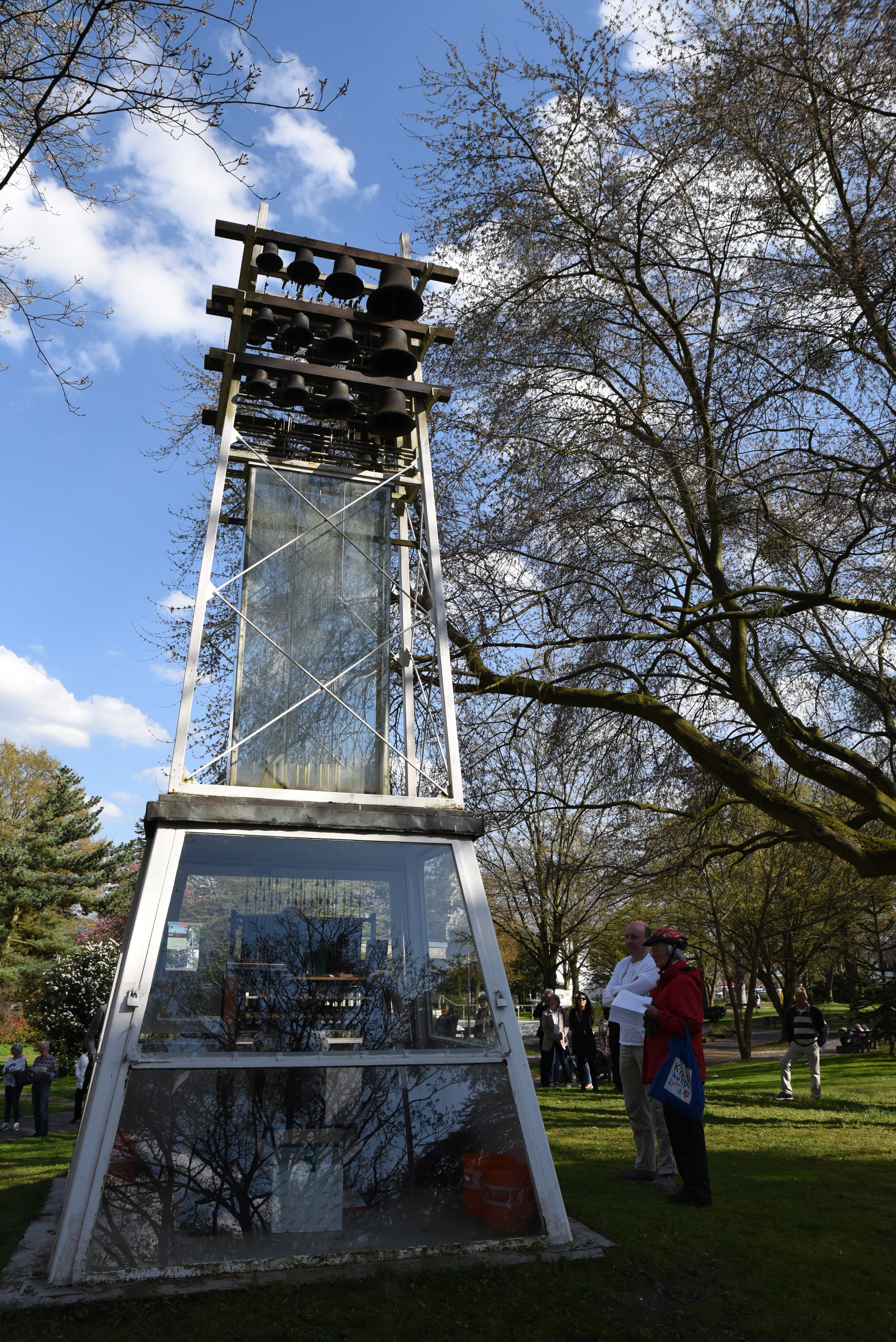
Gesamtsicht auf das Carillon bei einem Konzert vor der Sanierung 2023.

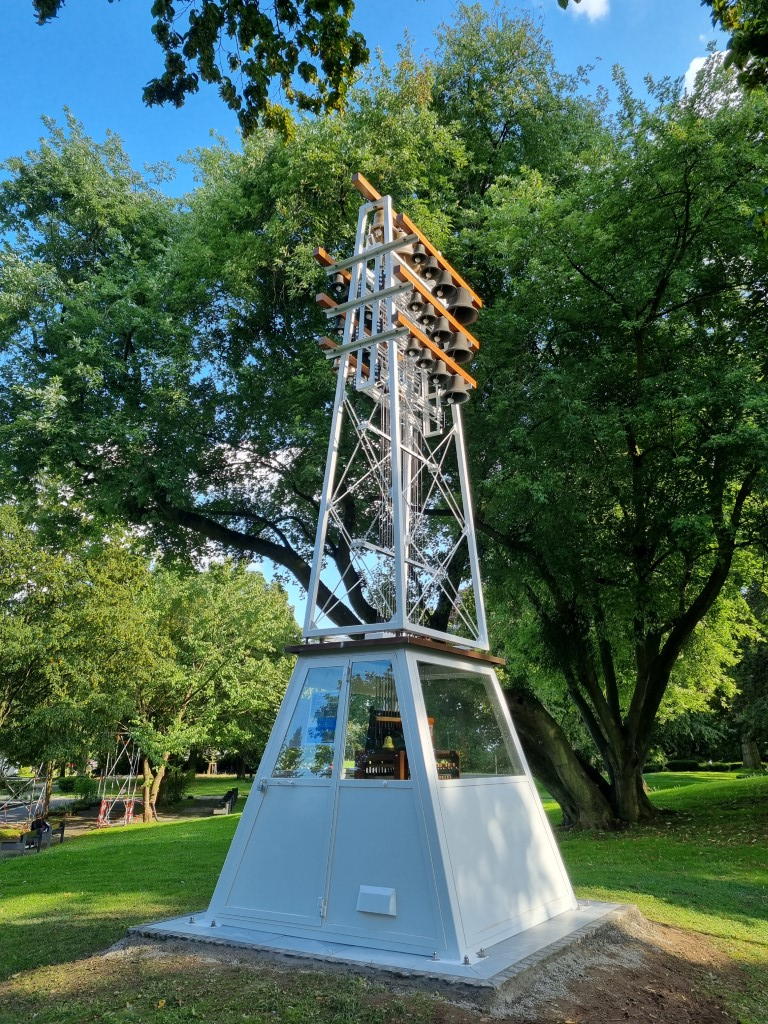
Nach erfolgter Sanierung (9. August 2023) jetzt mit 28 Glocken (vorher 23)

Das Carillon im Stadtpark von Bad Godesberg ist ein spielbares Glockenspiel in Bad Godesberg. Es wurde 1979 für die Bundesgartenschau in den Rheinauen in Bonn errichtet und steht seit 1980 im Stadtpark von Bad Godesberg.

## Geschichte
Das Carillon wurde 1979 von der niederländischen Glockengießerei Eijsbouts aus Asten für die Bundesgartenschau 1979 in Bonn erbaut. Für die Bundesgartenschau wurde es auf den sog. Glockenhügel am Südeingang des neu geschaffenen Rheinauparks gesetzt.
Anfang 1980 wurde es auf Initiative des damaligen Bezirksbürgermeisters Norbert Hauser in den Bad Godesberger Stadtpark umgesetzt. Das Instrument wurde bis 2018 vom Heimatforscher Wilfried Rometsch gespielt. In dieser Zeit wurde es vielen Einwohnern von Bad Godesberg zur identitätsstiftenden Einrichtung ihres Stadtteils. Anfang 2019 erfolgte die Schlüsselübergabe an die drei Carilloneure Ariane Toffel, Rolf Linden und Georg Wagner.
Wegen ausgebliebener Sanierungs- bzw. Unterhaltsarbeiten war der Zustand des Carillons nach mehr als 40 Jahren desolat. Nur durch ständige Reparaturarbeiten konnte es spielbar gehalten werden.
Nach der Sicherung der Finanzierung aus einer Spendenaktion 2019, Mitteln der Stadt Bonn als Eigentümerin und des Landes Nordrhein-Westfalen wurde 2022 mit der Sanierung begonnen. Für die Renovierung der Spielerkabine wurde eine Schlosserei aus Bonn beauftragt. Für alle übrigen Teile (Spieltisch, Traktur, Glocken etc.) wurde die Erbauerfirma Royal Eijsbouts beauftragt. Die Instandsetzung des Fundaments, des Außenbereichs sowie die Leitung der gesamten Renovierung übernahm das Amt für Umwelt und Stadtgrün der Stadt Bonn. Für die Arbeiten wurden alle Teile in die Werkstätten gebracht. Zu den vorhandenen 23 Glocken konnten drei neue Bass- und zwei kleine Glocken beauftragt werden. Der Guss erfolgt am 3. März in Asten. Die Anzahl an Glocken beträgt nun 28 bei einem Gesamtgewicht von jetzt 446 kg. Der Tonumfang reicht von B2, c3 chromatisch bis d5. Die Montage des renovierten und erweiterten Carillons erfolgte im Juni 2023.

## Beschreibung
Das Bad Godesberger Carillon verfügte anfangs über 23 Glocken bei einem Tonumfang von zwei Oktaven. Damit können nicht nur Melodien gespielt werden, sondern bereits anspruchsvolle Kompositionen. Die größte Glocke maß 40 cm im Durchmesser bei 38 kg Gewicht, die kleinste Glocke 17 cm bei 5 kg. Das Gesamtgewicht der 23 Glocken betrug 291 kg.
Die Konstruktion des Bad Godesberger Carillons als sieben Meter hoher Metallturm mit gläserner Spielerkabine zu ebener Erde ist unter den europäischen Carillons (ca. 450 Instrumente) einzigartig. Die Parkbesucher können das Carillon nicht nur hören, sondern seine gesamte Funktionsweise und den Spieler direkt beobachten.